# Чесноков-Ладыженский, Сергей Геннадиевич
Серге́й Генна́дьевич Чесноко́в-Лады́женский (1 октября 1954, Москва — 17 ноября 2024, Москва) — российский художник (живописец, график), представитель авангардного направления современного искусства.

## Биография
Окончил художественный факультет Московского технологического института в 1983 году. С 1983 года преподавал рисунок, живопись и композицию. Профессор Гуманитарно-прикладного института. Член ТСХР. Жил и работал в Москве.
В своем творчестве во многом опирался на основы «аналитического метода» Павла Филонова, наследие которого изучал и исследовал. Разработал собственную авторскую технику графики (картон, тиснение, фроттаж, карандаш). Член творческого объединения художников «Круговая порука». Участник многочисленных выставок в России и за рубежом.
С 2019 года Чесноков-Ладыженский боролся с онкологическим заболеванием.
В начале октября 2024 года перенёс инфаркт.
Умер 17 ноября 2024 года в Москве в возрасте 70 лет. Предварительная причина смерти — острая сердечная недостаточность.

## Основные выставки
- 1991 — Персональная выставка в музее Морсбройх г. Леверкузен, Германия
- 1991 — Выставка-конкурс Золотая кисть. Москва, ЦДХ
- 1992 — Выставка произведений российских художников на ЭКСПО — 92. Севилья, Испания
- 1993 — Выставка творческого объединения «Круговая порука». Ганновер, Дюссельдорф, Германия. Галерея «Пройссаг АГ»
- 1996 — Персональная выставка «Момент истины» в галерее «Семь гвоздей». Россия, Москва. Российско-Американский пресс-центр
- 1999 — Московский международный художественный салон ЦДХ — 99. Россия, Москва
- 2001 — Персональная выставка «Внутреннее пространство». Галерея «А-3». Россия, Москва
- 2002 — «Новый век». Павильон «Пчеловодство» спустя десятилетия. Московский музей современного искусства
- 2003 — Персональная выставка «Синее и Красное». Галерея «ТхТ». Россия, Москва
- 2004 — Персональная выставка в галерее «INTERART» Австрия, Вена
- 2004 — Персональная выставка «L 50Х50» в галерее «ТХТ» Россия, Москва
- 2007 — Выставка «Санкт-Петербург — Москва — Саранск — территория неоавангарда». Россия, Саранск. МРМИИ им. С. Д. Эрьзи
- 2008 — Персональная выставка «Лица улиц» в галерее «КИНО» Россия, Москва
- 2011 — Выставка «Диалог через границы. Собрание Ризе». Чехия, Кутна-Гора. Музей «Gask».
- 2012 — Выставка «Искусство сегодня» (Натюрморт). Россия, Москва
- 2012 — Выставка «Диалог через границы. Собрание Ризе». Германия, Музей-замок Ахберг
- 2012 — Международная выставка «ARTCOLONIJA-PARADISO». Хорватия, Загреб. Галерея «МАКЕК»
- 2012—2013 — Выставка «Диалог через границы. Собрание Ризе». Германия, Любек. Кунстхалле Святой Анны
- 2013 — Выставка «Диалог через границы. Собрание Ризе». Германия, Регенсбург. Арт Форум Ostdeutsche Galerie
- 2014 — Персональная выставка «Глядя в глаза». Россия, Егорьевск. Егорьевский историко-художественный музей
- 2014 — Персональная выставка «Трактат о мироздании». Россия, Москва. Галерея «Heritage»
- 2015 — Межрегиональная выставка «От авангарда до авангарда. Структурированное искусство конца ХХ — начала ХХI в.» Россия, Саранск. МРМИИ им. Эрьзи
- 2016 — Арт-проект «Единство разнообразия». Россия, Москва. ЦДХ
- 2016 — «Миры Параджанова глазами современников». Выставочный проект. Армянский музей «ТАПАН». Россия, Москва
- 2017 — «Искусство сегодня. Автопортрет» ТСХР. Россия, Москва. Выставочный зал «Тушино»
- 2017 — «Миры Параджанова глазами современников II» Россия, Москва. Галерея АРТ-коробка
- 2017 — «Миры Параджанова глазами современников III» Москва. Пушкинский музей
- 2018 — «Незамкнутый круг» МРМИИ им. С. Д. Эрьзи. Россия, Саранск
- 2024 — «Многоликий город» юбилейная персональная выставка, на которой было представлено более 160 работ автора. Россия, Москва. Галерея АРТ-коробка

## Собрания, в которых находятся работы художника
Работы Чеснокова-Ладыженского находятся в собраниях Государственной Третьяковской Галереи (Москва, Россия), Мордовского Республиканского Музея Изобразительных Искусств имени С. Д. Эрьзи, (Саранск, Россия), Егорьевского историко-художественного музея (Егорьевск, Россия), музея Schloss Morsbroich (Леверкузен, Германия), муниципальном собрании города Торре Канавезе (Италия), галереи «Marco D’Atrino» (Турин,Италия), галереи «Godot» (Прага, Чехия), галереи «Кино» (Москва, Россия), галереи «Heritage» (Москва, Россия), галереи Анны Багратуни «АРТ коробка», в крупных частных коллекциях Роберта Грассла (Вена, Австрия), Виктории и Иоахима Шнедлити (Ляйбниц, Австрия), Ханса-Петера Ризе (Кёльн, Германия) и Эдгара Никке (Бонн, Германия), Анатолия Шикмана (Нью-Джерси, США), в частных собраниях России, Германии, Австрии, Чехии, США, Франции, Венгрии, Италии, Бельгии, Хорватии и Израиля.